# Gung Ho (álbum)
Gung Ho es el octavo álbum de la cantante, compositora y poeta estadounidense Patti Smith, lanzado al mercado por el sello discográfico Arista Records en el año 2000. La canción "New Party" se usó como la canción oficial de la campaña del candidato a la presidencias de los Estados Unidos Ralph Nader. La canción "Glitter in Their Eyes" obtuvo una nominación al Grammy a la mejor actuación femenina de rock.
El álbum se incluyó en la lista de los 50 mejores álbumes de 2000 según la revista Rolling Stone.

## Lista de canciones
| N.º | Título                  | Compositor                                  | Duración |
| --- | ----------------------- | ------------------------------------------- | -------- |
| 1   | «One Voice»             | Patti Smith, Jay Dee Daugherty              | 4:46     |
| 2   | «Lo and Beholden»       | Lenny Kaye, Patti Smith                     | 4:45     |
| 3   | «Boy Cried Wolf»        | Patti Smith                                 | 4:54     |
| 4   | «Persuasion»            | Patti Smith, Fred "Sonic" Smith             | 4:36     |
| 5   | «Gone Pie»              | Patti Smith, Tony Shanahan                  | 4:06     |
| 6   | «China Bird»            | Oliver Ray, Patti Smith                     | 4:08     |
| 7   | «Glitter in Their Eyes» | Ray, Patti Smith                            | 3:00     |
| 8   | «Strange Messengers»    | Kaye, Patti Smith                           | 8:06     |
| 9   | «Grateful»              | Patti Smith                                 | 4:34     |
| 10  | «Upright Come»          | Ray, Patti Smith                            | 3:00     |
| 11  | «New Party»             | Patti Smith, Shanahan                       | 4:33     |
| 12  | «Libbie's Song»         | Patti Smith                                 | 3:28     |
| 13  | «Gung Ho»               | Daugherty, Kaye, Ray, Patti Smith, Shanahan | 11:45    |

## Personal
Banda
- Patti Smith – voz, guitarra, fotografía
- Lenny Kaye – guitarra
- Jay Dee Daugherty – batería
- Oliver Ray – guitarra
- Tony Shanahan – bajo, teclados

Personal adicional
- Danton Supple – ingeniería, mezclas
- Gil Norton – productor, mezclas
- Grant Hart – piano, farfisa
- Grant Smith – imagen de la portada
- Jackson Smith – guitarra
- Kimberly Smith – mandolina
- Margery Greenspan – dirección artística
- Michael Stipe – coros
- Paul Angelli – masterización
- Rebecca Weiner – violín
- Skaila Kanga – arpa
- Steven Sebring – fotografía
- Ted Jensen – masterización
- Todd Parker – asistente ingeniero
- Tom Verlaine – guitarra
- Wade Raley – coros

## Posición en listas
| Lista (2000)                   | Posición |
| ------------------------------ | -------- |
| Suiza                          | 94       |
| Estados Unidos (Billboard 200) | 178      |

## Ediciones
| Fecha | Discográfica   | Formato | N.º de catálogo |
| ----- | -------------- | ------- | --------------- |
| 2000  | Arista Records | CD      | 14618           |
| 2007  | Sony BMG       | CD      | 37934           |